# 蒂芬河 (巴伐利亚施瓦察赫河支流)
49°25′59″N 12°35′48″E / 49.43302°N 12.59661°E

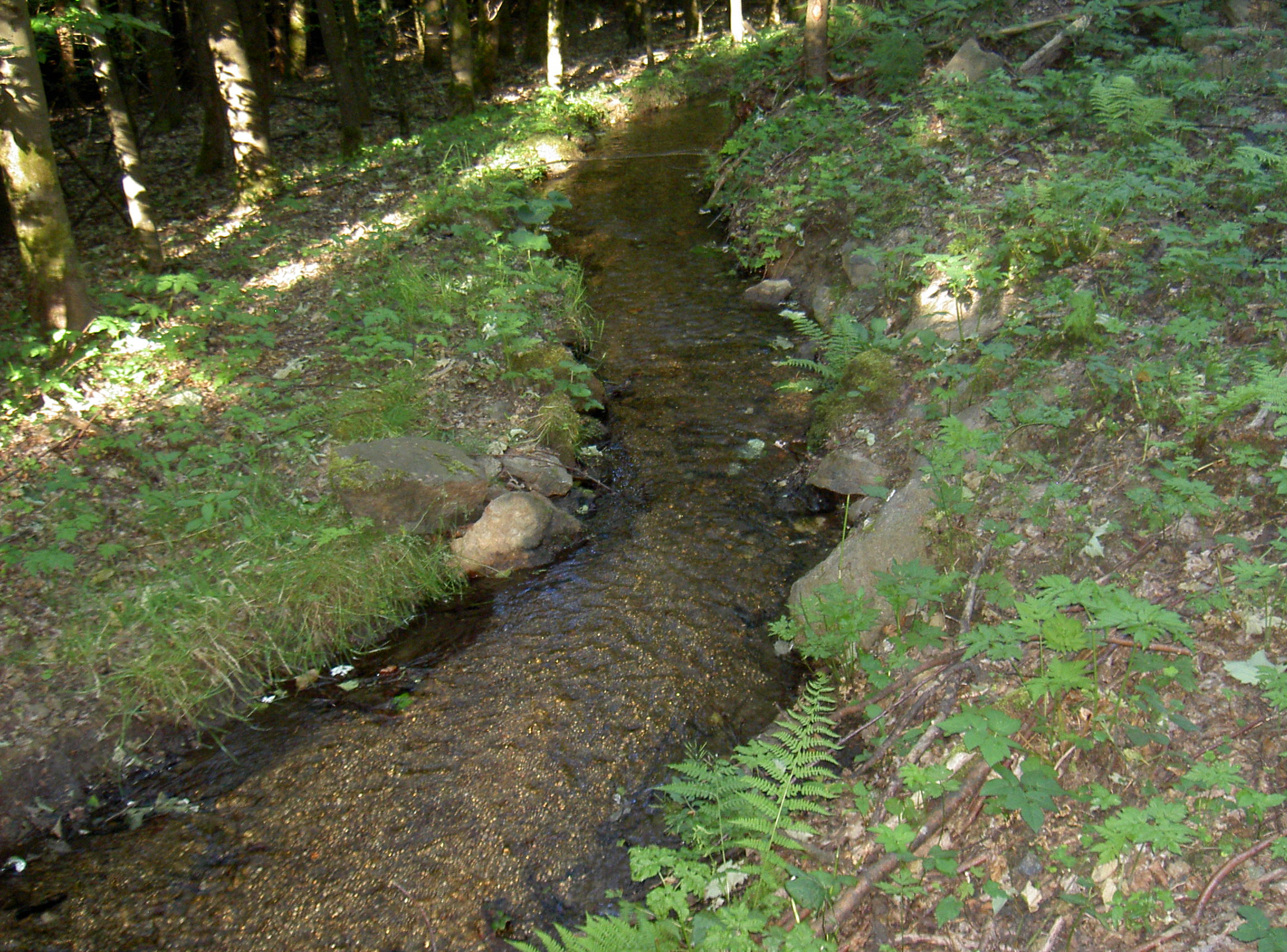

蒂芬河（德語：Tiefenbach，發音：[ˈtiːfn̩bax]）是德國的河流，位於該國東南部，由巴伐利亞負責管轄，屬於巴伐利亚施瓦察赫河的右支流，河道全長4.9公里，流域面積4.5平方公里。